# Andrea Philipp
Andrea Philipp, Ehename Andrea Ziercke (* 29. Juli 1971 in Bützow), ist eine ehemalige deutsche Leichtathletin und Olympiateilnehmerin, die Ende der 1990er Jahre bis 2000 zu den weltbesten Sprinterinnen gehörte. Ihr größter Erfolg war der dritte Platz im 200-Meter-Lauf bei den Weltmeisterschaften 1999 in Sevilla. 1998 gewann sie bei den Europameisterschaften in Budapest mit der deutschen 4-mal-100-Meter-Staffel die Silbermedaille.
1990 wurde sie Juniorenweltmeisterin im 100-Meter-Lauf (für die DDR startend).
Sie nahm auch an den Olympischen Spielen 1992 in Barcelona, 1996 in Atlanta und 2000 in Sydney teil, wo sie in der deutschen 4-mal-100-Meter-Staffel startete, aber ohne Medaillenerfolg blieb.
Andrea Philipp startete von 1984 bis 1994 für den Schweriner SC, 1995 für den TV Schriesheim und seit 1996 für die LG Olympia Dortmund. Ihr Trainer war Bernd Jahn. In ihrer aktiven Zeit war sie 1,65 m groß und wog 54 kg. 2003 beendete sie ihre Sportlerlaufbahn. 2005 wurde sie Athletensprecherin im Deutschen Leichtathletik-Verband.

## Persönliche Bestleistungen
- 11,05 s im 100-Meter-Lauf
- 22,25 s im 200-Meter-Lauf